# ثليب أصفر
ثَلِيب أصفر أو كزبرة الحبشة  نبات عشبي بري معمر يتبع جنس ثليب. ساقه مضلّعة تعلو من 40 إلى 150 سم. أوراقه لامعة النصل جؤوية العروق يقال إنها مسهلة للمعدة. أزهاره صباغية لونها إلى الأصفر الزاهي. إزهراره يستمر في حزيران وتموز. موطنها الأصلي القوقاز وروسيا (سيبيريا).

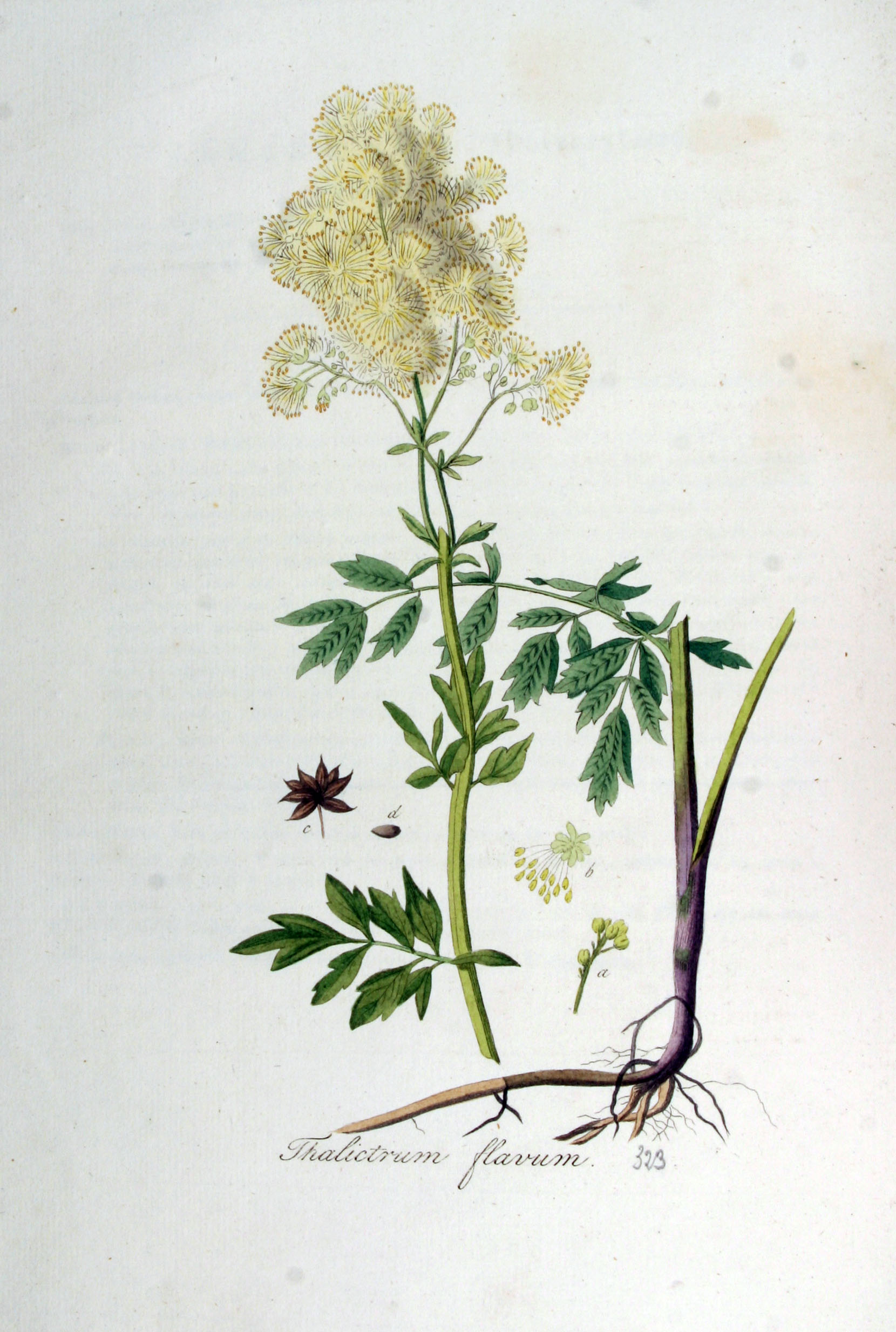
يحتوي النبات على ورق ثلاث الفصوص على شكل شبكة وهي خضراء داكنة